# Enzo Escobar
Sergio Enzo Escobar Olivares (Limache, 10 novembre 1951) è un ex calciatore cileno, di ruolo difensore.

## Carriera
Con la Nazionale cilena ha preso parte ai Mondiali 1982.